# Plavecký Mikuláš
Plavecký Mikuláš – wieś i gmina (obec) położona w powiecie Malacky, w kraju bratysławskim na Słowacji. Miejscowość leży 58 kilometrów na północny zachód od Bratysławy, w Małych Karpatach, w dolinie potoku Libuša.
W 2017 r. populacja wsi wynosiła 729 osób, a powierzchnia 26,73 km², co daje gęstość zaludnienia równą 27,27 os/km².

## Historia
Pierwsza pisemna wzmianka o miejscowości pochodzi z 1394 r., kiedy to za zasługi w wojnie z Turkami ziemie tutejszą otrzymał Ścibor ze Ściborzyc. Początkowo okolice te zamieszkiwali Połowcy, którzy pilnowali biegnącej w pobliżu granicy. Przez wieki Plavecký Mikuláš rozrastał się, a w 1553 stał się własnością węgierskiej rodziny Serédy. W 1828 r. miejscowość składała się ze 157 domostw, zamieszkiwanych przez 1132 osoby.

## Zabytki
- Kościół pw. św. Mikołaja z XVIII w.
- Kościół pw. św. Floriana z pocz. XVIII w.
- Dworzec kolejowy

## Galeria

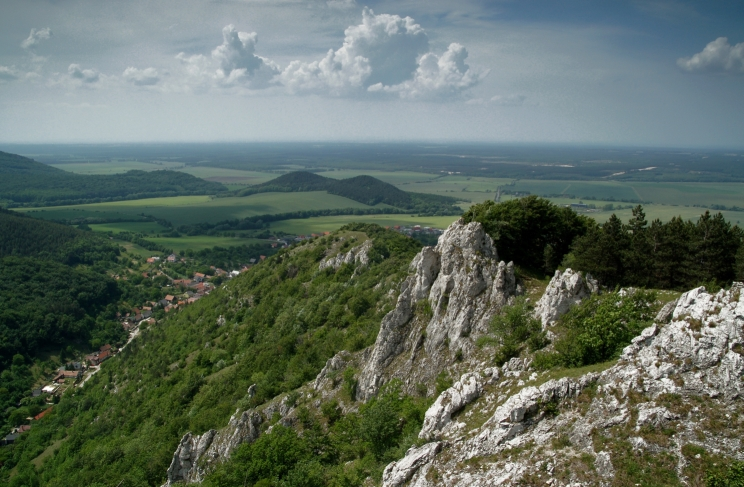
Widok ze szczytu Krslenicy
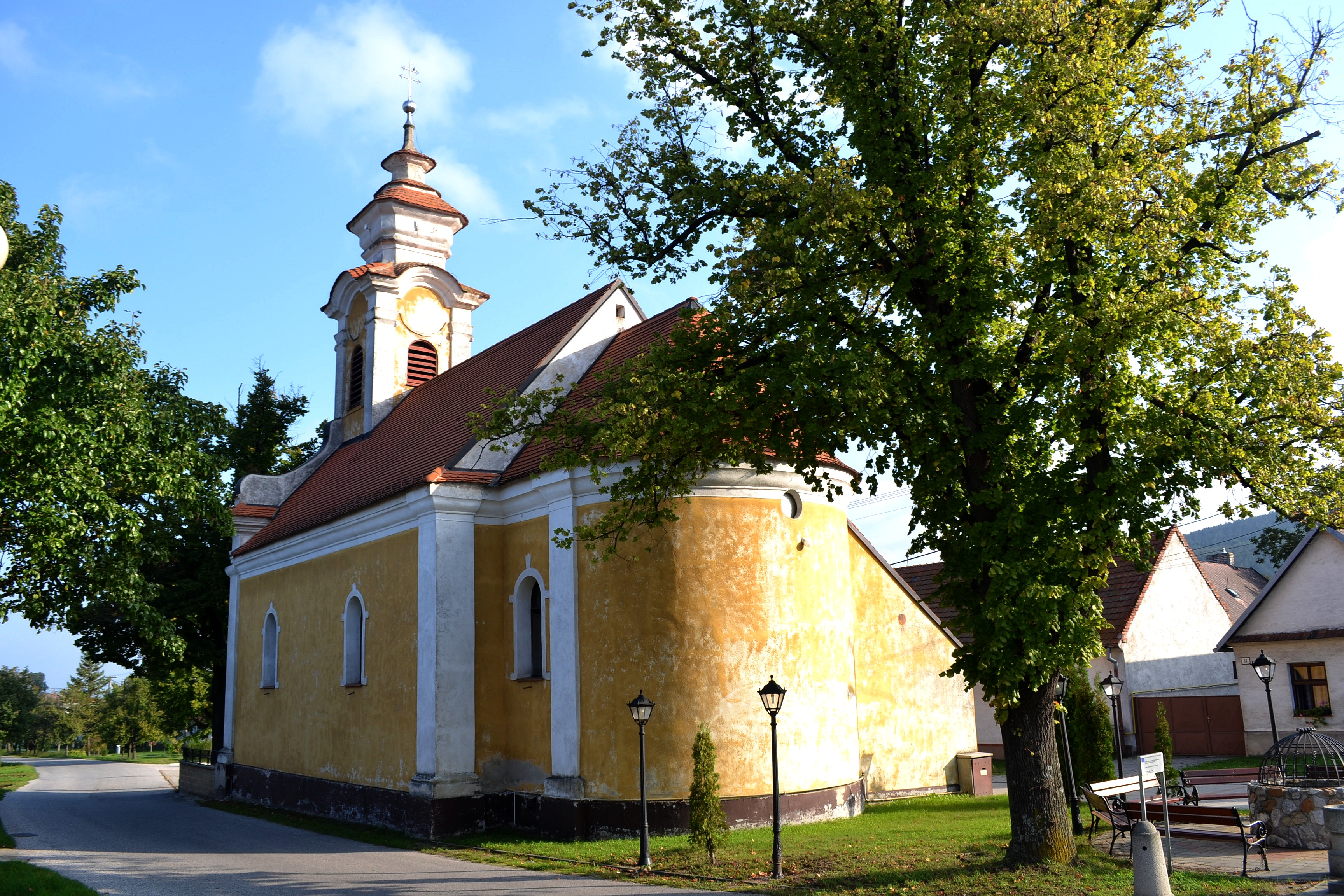
Kościół św. Floriana
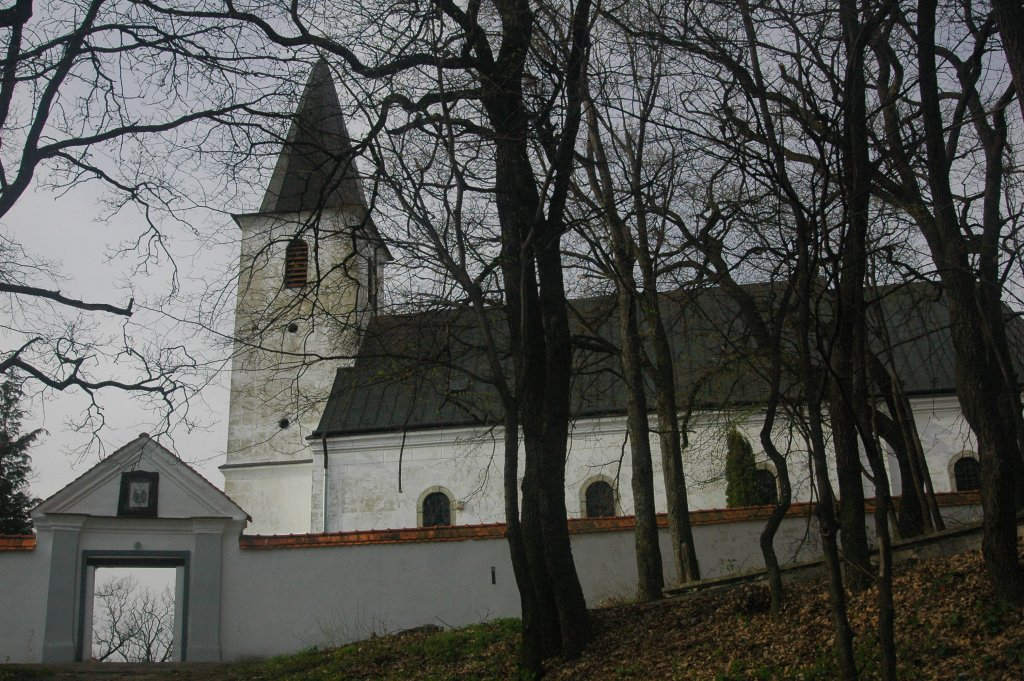
Kościół św. Mikołaja
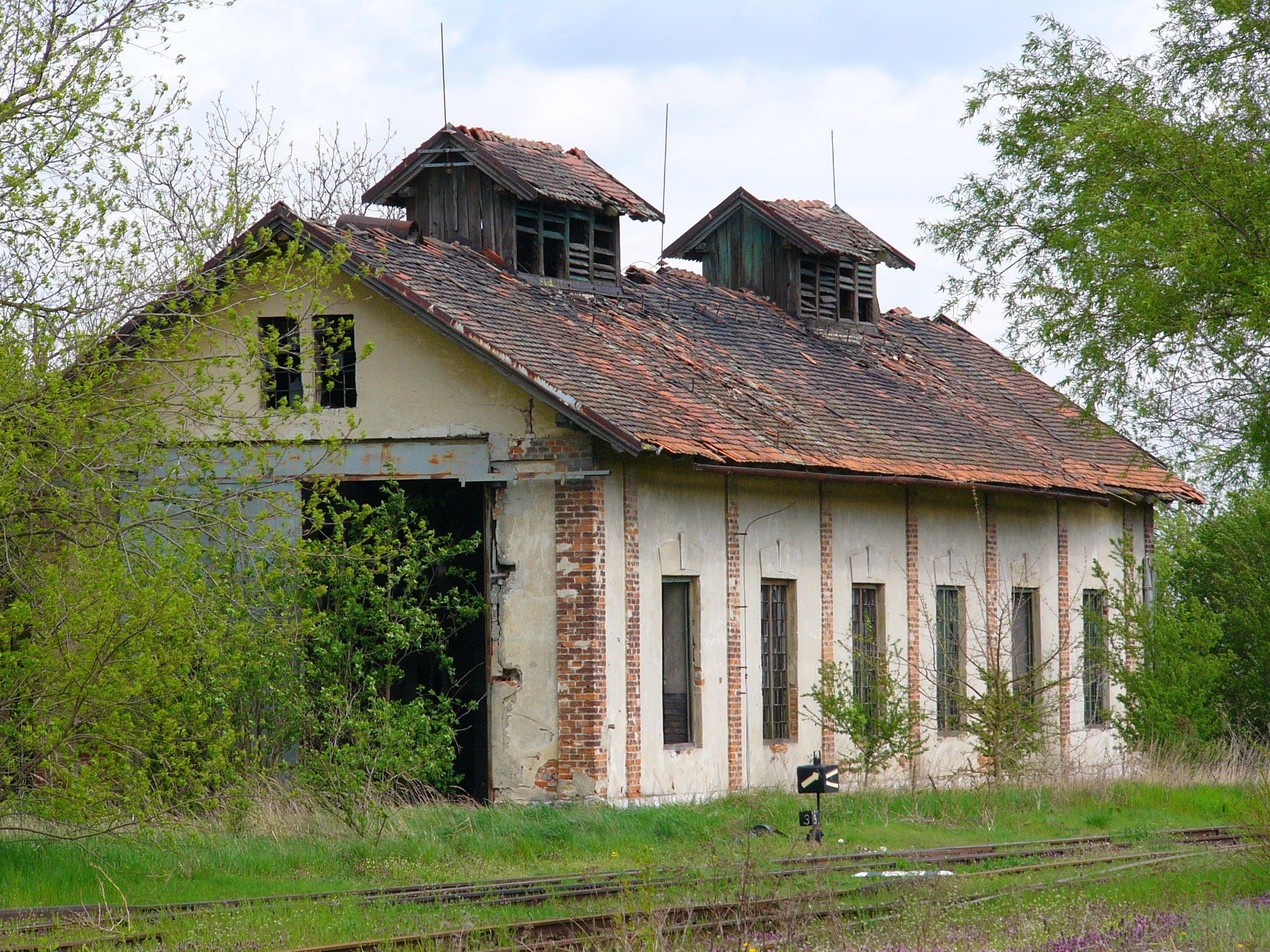
Dworzec kolejowy
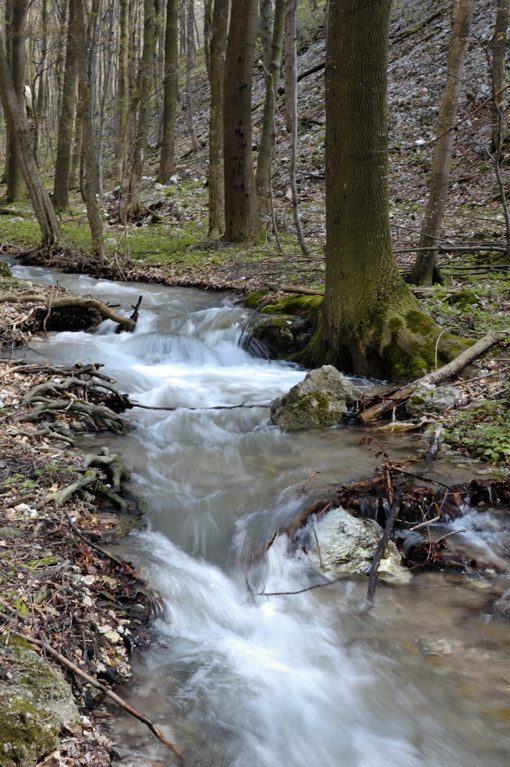
Potok Libuša